# Гольфо-Аранчі
Гольфо-Аранчі, Ґольфо-Аранчі (італ. Golfo Aranci, сард. Figari) — муніципалітет в Італії, у регіоні Сардинія, провінція Сассарі. До 2016 року муніципалітет належав до провінції Ольбія-Темпіо.
Гольфо-Аранчі розташоване на відстані близько 260 км на південний захід від Рима, 210 км на північ від Кальярі, 14 км на північний схід від Ольбії, 45 км на схід від Темпіо-Паузанії.
Населення — 2401 особа (2014).

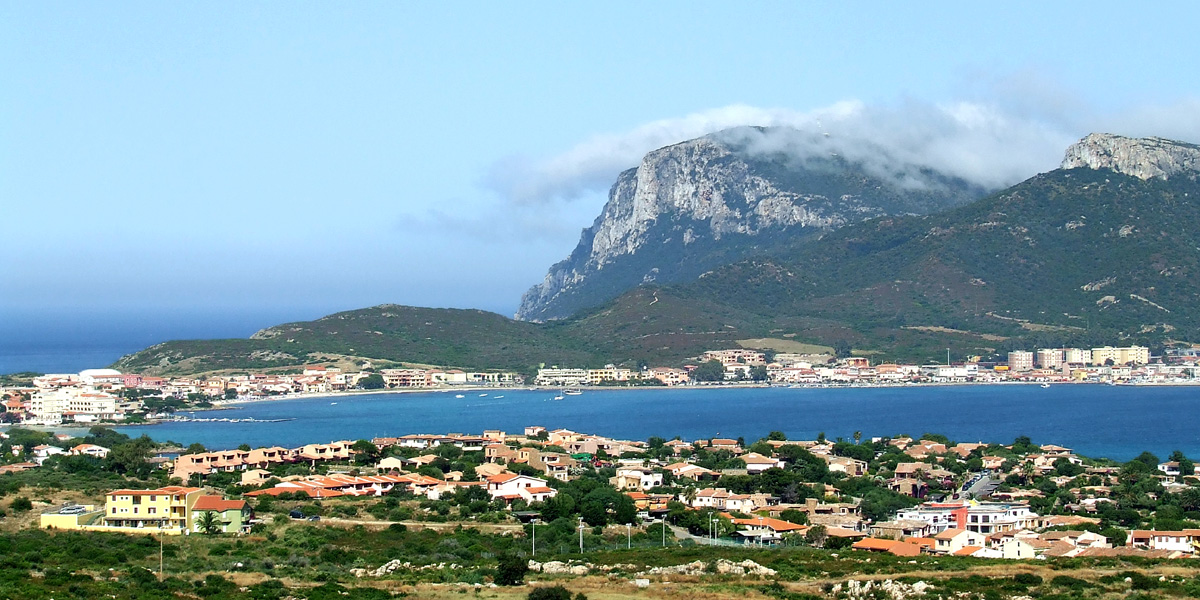

Щорічний фестиваль відбувається 19 березня. Покровитель — San Giuseppe.

## Демографія
Населення за роками:

Станом на 1 січня 2023 року в муніципалітеті офіційно проживало 114 іноземців з 26 країн, серед них 69 громадян країн Євросоюзу та 8 громадян України.

## Сусідні муніципалітети
- Ольбія